# Хуан Муссо
Хуан Аугустін Муссо (ісп. Juan Agustín Musso, 6 травня 1994, Сан-Ніколас-де-лос-Арройос) — аргентинський футболіст, воротар клубу «Аталанта» та збірної Аргентини.

## Клубна кар'єра
Вихованець клубу «Расінг» з Авельянеди, де тривалий час був запасним воротарем. 28 травня 2017 року матчі проти «Сан-Лоренсо» він дебютував за клуб в аргентинській Прімері. У наступному сезоні Хуан став основним воротарем «Расінга».
11 липня 2018 року Муссо перейшов в італійське «Удінезе», підписавши контракт на п'ять років. 28 жовтня в матчі проти «Дженоа» він дебютував в італійській Серії A і відразу став основним воротарем, зігравши за три роки 104 матчі в усіх турнірах.
2 липня 2021 року за 20 млн євро перейшов в «Аталанту».

## Міжнародна кар'єра
У складі молодіжної збірної Аргентини Муссо взяв участь в домашньому чемпіонаті Південної Америки 2013 року. На турнірі він був запасним воротарем і на поле не вийшов, а його збірна сенсаційно не вийшла з групи.
26 березня 2019 року в товариському матчі проти збірної Марокко (1:0) Муссо дебютував за збірну Аргентини, а вже влітку взяв участь в Кубку Америки 2019 року в Бразилії. На турнірі він був запасним і на поле не вийшов, а його збірна здобула бронзові нагороди. За два роки Хуан поїхав і на Кубок Америки 2021 року, що також пройшов у Бразилії. Там Муссо теж був запасним воротарем, але виграв з командою золоті нагороди.

## Досягнення
- Переможець Кубка Америки: 2021
- Бронзовий призер Кубка Америки: 2019
- Переможець Суперкласіко де лас Амерікас: 2019
- Переможець Ліги Європи УЄФА: 2023–24